# Dépense nationale brute
 (avril 2012).
Si vous disposez d'ouvrages ou d'articles de référence ou si vous connaissez des sites web de qualité traitant du thème abordé ici, merci de compléter l'article en donnant les références utiles à sa vérifiabilité et en les liant à la section « Notes et références ».
La dépense nationale brute est un indicateur de la comptabilité nationale qui mesure la part du PIB consommée, à titre final, par les nationaux aussi bien sur le territoire économique national que dans le reste du monde.

## Calcul
Dépense Nationale Brute = Consommation Finale + FBCF (investissement durable) + variation des stocks 
Références: F. Lequiller, D. Blades, Comptabilité nationale: manuel pour étudiants, Economica, 2004. L. Zouya Mimbang, Initiation à la politique de développement, Editions Universitaires Européennes, 2015.